# Balaruc-le-Vieux
Balaruc-le-Vieux település Franciaországban, Hérault megyében. Lakosainak száma 2749 fő (2022. január 1.). Balaruc-le-Vieux Frontignan, Balaruc-les-Bains, Bouzigues, Gigean és Poussan községekkel határos.

## Népesség
A település népességének változása:
| Lakosok száma | 533  | 701  | 1065 | 2024 | 2544 | 2611 | 2628 | 2648 | 2689 | 2749 |
|               | 1968 | 1982 | 1990 | 2006 | 2013 | 2015 | 2017 | 2019 | 2020 | 2022 |